# Fútbol Club Ascó
El Fútbol Club Ascó es un club de fútbol español de la ciudad de Ascó (Tarragona).

## Historia
El Fútbol Club Ascó, se creó con la fusión del Club Futbol Joventut Esportiva Ascó Escola de Futbol y el FC Benavent, aprovechando su categoría de Tercera División, así como las instalaciones y la estructura de club de Ascó.
La temporada 2012/13 se proclama Campeón de Cataluña Amateur y Campeón de Primera División Catalana, consiguiendo el retorno a la Tercera División. 
La temporada 2014/15 se proclama Campeón de la Tercera División Española Grupo V.
La temporada 2015/2016 juega por primera vez en su historia la Copa del Rey y la Copa Federación.
Andreu Antoni Muñoz Montornés, ocupa desde noviembre de 2017 el cargo de Presidente.
En la actualidad, el Fútbol Club Ascó dispone de aproximadamente 300 jugadores de 40 poblaciones distintas, repartidos entre las secciones de Futbol Amateur, Futbol Base, Futbol Sala Masculino, Futbol Sala Femenino y Escuela de Iniciacion al Futbol Sala.
Su primer equipo milita en la Primera División Catalana grupo 2º.

## Palmarés
- Campeón de Catalunya Amateur Temporada 2012-13
- Campeón Primera División Catalunya Temporada 2012-13
- Campeón Tercera División Española Grupo V Temporada 2014-15

## Jugadores

### Plantilla 2023-24
- Actualizado el 3 de agosto de 2023

Plantilla del FC Ascó 2023-24